# 岡山県道312号宮地有漢線
岡山県道312号宮地有漢線（おかやまけんどう312ごう みやじうかんせん）は、岡山県真庭市から高梁市有漢町に至る一般県道である。

## 概要
真庭市宮地と高梁市有漢町有漢を結ぶ。

### 路線データ
- 起点：真庭市宮地（国道313号交点）
- 終点：高梁市有漢町有漢（岡山県道49号高梁旭線交点）
- 総延長：9.9 km

## 歴史
- 1960年（昭和35年）3月18日 - 岡山県告示第335号により認定される。
- 1972年（昭和47年） - 岡山県の県道番号再編により現行の路線番号に変更される。
- 2004年（平成16年）10月1日 - 高梁市と川上郡の全3町、上房郡有漢町が対等合併して改めて高梁市が発足したことに伴い終点の地名表記が変更される（上房郡有漢町有漢→高梁市有漢町有漢）。
- 2005年（平成17年）3月31日 - 新庄村を除く真庭郡の町村と上房郡北房町が対等合併して真庭市が発足したことに伴い起点の地名表記が変更される（上房郡北房町宮地→真庭市宮地）。

## 地理

### 通過する自治体
- 岡山県
  - 真庭市 - 高梁市 - 真庭市 - 高梁市

### 交差する道路
| 交差する道路              | 市町村名 | 交差する場所 | 交差する場所 |
| ------------------------- | -------- | ------------ | ------------ |
| 国道313号                 | 真庭市   | 宮地         | 起点         |
| 岡山県道440号上有漢北房線 | 高梁市   | 有漢町上有漢 |              |
| 岡山県道49号高梁旭線      | 高梁市   | 有漢町有漢   | 終点         |

### 沿線
- 備中鍾乳穴（びっちゅうかなちあな）
- うかん常山公園
- E73 岡山自動車道 3 有漢IC（終点付近）